# 20e Critics' Choice Movie Awards
De uitreiking van de 20e Critics' Choice Movie Awards vond plaats op 15 januari 2015 in het Hollywood Palladium in Hollywood. Er werden prijzen uitgereikt in verschillende categorieën voor films uit het jaar 2014 in een ceremonie die werd gepresenteerd door Michael Strahan. De genomineerden werden op 15 december 2014 bekendgemaakt.

## Winnaars en genomineerden
De winnaars staan bovenaan in vet lettertype.

### Beste film
- Boyhood
  - Birdman
  - Gone Girl
  - The Grand Budapest Hotel
  - The Imitation Game
  - Nightcrawler
  - Selma
  - The Theory of Everything
  - Unbroken
  - Whiplash

### Beste mannelijke hoofdrol
- Michael Keaton - Birdman
  - Benedict Cumberbatch - The Imitation Game
  - Ralph Fiennes - The Grand Budapest Hotel
  - Jake Gyllenhaal - Nightcrawler
  - David Oyelowo - Selma
  - Eddie Redmayne - The Theory of Everything

### Beste vrouwelijke hoofdrol
- Julianne Moore - Still Alice
  - Jennifer Aniston - Cake
  - Marion Cotillard - Two Days, One Night
  - Felicity Jones - The Theory of Everything
  - Rosamund Pike - Gone Girl
  - Reese Witherspoon - Wild

### Beste mannelijke bijrol
- J.K. Simmons - Whiplash
  - Josh Brolin - Inherent Vice
  - Robert Duvall - The Judge
  - Ethan Hawke - Boyhood
  - Edward Norton - Birdman
  - Mark Ruffalo - Foxcatcher

### Beste vrouwelijke bijrol
- Patricia Arquette - Boyhood
  - Jessica Chastain - A Most Violent Year
  - Keira Knightley - The Imitation Game
  - Emma Stone - Birdman
  - Meryl Streep - Into the Woods
  - Tilda Swinton - Snowpiercer

### Beste jonge acteur / actrice
- Ellar Coltrane - Boyhood
  - Ansel Elgort - The Fault in Our Stars
  - Mackenzie Foy - Interstellar
  - Jaeden Lieberher - St. Vincent
  - Tony Revolori - The Grand Budapest Hotel
  - Quvenzhané Wallis - Annie
  - Noah Wiseman - The Babadook

### Beste acteerensemble
- Birdman
  - Boyhood
  - The Grand Budapest Hotel
  - The Imitation Game
  - Into the Woods
  - Selma

### Beste regisseur
- Richard Linklater - Boyhood
  - Wes Anderson - The Grand Budapest Hotel
  - Ava DuVernay - Selma
  - David Fincher - Gone Girl
  - Alejandro González Iñárritu - Birdman
  - Angelina Jolie - Unbroken

### Beste originele scenario
- Alejandro González Iñárritu, Nicolás Giacobone, Alexander Dinelaris jr. en Armando Bo - Birdman
  - Wes Anderson en Hugo Guinness - The Grand Budapest Hotel
  - Damien Chazelle - Whiplash
  - Dan Gilroy - Nightcrawler
  - Richard Linklater - Boyhood

### Beste bewerkte scenario
- Gillian Flynn - Gone Girl
  - Paul Thomas Anderson - Inherent Vice
  - Joel Coen, Ethan Coen, Richard LaGravenese en William Nicholson - Unbroken
  - Nick Hornby - Wild
  - Anthony McCarten - The Theory of Everything
  - Graham Moore - The Imitation Game

### Beste camerawerk
- Emmanuel Lubezki - Birdman
  - Roger Deakins - Unbroken
  - Hoyte van Hoytema - Interstellar
  - Dick Pope - Mr. Turner
  - Robert Yeoman - The Grand Budapest Hotel

### Beste artdirection
- Adam Stockhausen (production designer) en Anna Pinnock (set decorator) - The Grand Budapest Hotel
  - David Crank (production designer) en Amy Wells (set decorator) - Inherent Vice
  - Nathan Crowley (production designer) en Gary Fettis (set decorator) - Interstellar
  - Dennis Gassner (production designer) en Anna Pinnock (set decorator) - Into the Woods
  - Ondrej Nekvasil (production designer) en Beatrice Brentnerova (set decorator) - Snowpiercer
  - Kevin Thompson (production designer) en George DeTitta jr. (set decorator) - Birdman

### Beste montage
- Douglas Crise en Stephen Mirrione - Birdman
  - Sandra Adair - Boyhood
  - Kirk Baxter - Gone Girl
  - Tom Cross - Whiplash
  - Lee Smith - Interstellar

### Beste kostuumontwerp
- Milena Canonero - The Grand Budapest Hotel
  - Colleen Atwood - Into the Woods
  - Mark Bridges - Inherent Vice
  - Jacqueline Durran - Mr. Turner
  - Anna B. Sheppard - Maleficent

### Beste grime en haarstijl
- Guardians of the Galaxy
  - Foxcatcher
  - The Hobbit: The Battle of the Five Armies
  - Into the Woods
  - Maleficent

### Beste visuele effecten
- Dawn of the Planet of the Apes
  - Edge of Tomorrow
  - Guardians of the Galaxy
  - The Hobbit: The Battle of the Five Armies
  - Interstellar

### Beste animatiefilm
- The Lego Movie
  - Big Hero 6
  - The Book of Life
  - The Boxtrolls
  - How to Train Your Dragon 2

### Beste actiefilm
- Guardians of the Galaxy
  - American Sniper
  - Captain America: The Winter Soldier
  - Edge of Tomorrow
  - Fury

### Beste acteur in een actiefilm
- Bradley Cooper - American Sniper
  - Tom Cruise - Edge of Tomorrow
  - Chris Evans - Captain America: The Winter Soldier
  - Brad Pitt - Fury
  - Chris Pratt - Guardians of the Galaxy

### Beste actrice in een actiefilm
- Emily Blunt - Edge of Tomorrow
  - Scarlett Johansson - Lucy
  - Jennifer Lawrence - The Hunger Games: Mockingjay - Part 1
  - Zoë Saldana - Guardians of the Galaxy
  - Shailene Woodley - Divergent

### Beste komedie
- The Grand Budapest Hotel
  - 22 Jump Street
  - Birdman
  - St. Vincent
  - Top Five

### Beste acteur in een komedie
- Michael Keaton - Birdman
  - Jon Favreau - Chef
  - Ralph Fiennes - The Grand Budapest Hotel
  - Bill Murray - St. Vincent
  - Chris Rock - Top Five
  - Channing Tatum - 22 Jump Street

### Beste actrice in een komedie
- Jenny Slate - Obvious Child
  - Rose Byrne - Neighbors
  - Rosario Dawson - Top Five
  - Melissa McCarthy - St. Vincent
  - Kristen Wiig - The Skeleton Twins

### Beste sciencefiction / horrorfilm
- Interstellar
  - The Babadook
  - Dawn of the Planet of the Apes
  - Snowpiercer
  - Under the Skin

### Beste niet-Engelstalige film
- Force Majeure
  - Ida
  - Leviathan
  - Two Days, One Night
  - Wild Tales

### Beste documentaire
- Life Itself
  - Citizenfour
  - Glen Campbell: I'll Be Me
  - Jodorowsky's Dune
  - Last Days in Vietnam
  - The Overnighters

### Beste nummer
- "Glory" (Common en John Legend) - Selma
  - "Big Eyes" (Lana Del Rey) - Big Eyes
  - "Everything Is Awesome" (Jo Li en The Lonely Island) - The Lego Movie
  - "Lost Stars" (Keira Knightley) - Begin Again
  - "Yellow Flicker Beat" (Lorde) - The Hunger Games: Mockingjay - Part 1

### Beste score
- Antonio Sánchez - Birdman
  - Alexandre Desplat - The Imitation Game
  - Jóhann Jóhannsson - The Theory of Everything
  - Trent Reznor en Atticus Ross - Gone Girl
  - Hans Zimmer - Interstellar

## Films met meerdere nominaties
De volgende films ontvingen meerdere nominaties:
| Nominaties | Film                                      | Awards |
| ---------- | ----------------------------------------- | ------ |
| 13         | Birdman                                   | 7      |
| 11         | The Grand Budapest Hotel                  | 3      |
| 8          | Boyhood                                   | 4      |
| 7          | Interstellar                              | 1      |
| 6          | Gone Girl                                 | 1      |
| 6          | The Imitation Game                        |        |
| 5          | Guardians of the Galaxy                   | 2      |
| 5          | Into the Woods                            |        |
| 5          | Selma                                     | 1      |
| 5          | The Theory of Everything                  |        |
| 4          | Edge of Tomorrow                          | 1      |
| 4          | Inherent Vice                             |        |
| 4          | St. Vincent                               |        |
| 4          | Unbroken                                  |        |
| 4          | Whiplash                                  | 1      |
| 3          | Nightcrawler                              |        |
| 3          | Snowpiercer                               |        |
| 3          | Top Five                                  |        |
| 2          | 22 Jump Street                            |        |
| 2          | American Sniper                           | 1      |
| 2          | The Babadook                              |        |
| 2          | Captain America: The Winter Soldier       |        |
| 2          | Dawn of the Planet of the Apes            | 1      |
| 2          | Foxcatcher                                |        |
| 2          | Fury                                      |        |
| 2          | The Hobbit: The Battle of the Five Armies |        |
| 2          | The Hunger Games: Mockingjay - Part 1     |        |
| 2          | The Lego Movie                            | 1      |
| 2          | Maleficent                                |        |
| 2          | Mr. Turner                                |        |
| 2          | Two Days, One Night                       |        |
| 2          | Wild                                      |        |

## Lifetime Achievement Award
- Kevin Costner

## Louis XIII Genius Award
- Ron Howard

## MVP Award
- Jessica Chastain (voor A Most Violent Year, The Disappearance of Eleanor Rigby, Interstellar en Miss Julie)